# Feld am See
Feld am See är en ort och kommun  i Österrike. Den ligger i distriktet Villach-Land i förbundslandet Kärnten, 260 km sydväst om huvudstaden Wien. I kommunen ligger sjöarna Brennsee och Afritzer See.
Kommunen består av åtta orter (Ortschaften) (inom parentes invånarantal 1 januari 2024):

- Klamberg (47)
- Erlach (58)
- Feld am See (647)
- Feldpannalpe (3)
- Rauth (211)
- Schattseite (24)
- Untersee (26)
- Wiesen (44)